# Медвинська сільська територіальна громада
Медвинська сільська територіальна громада — територіальна громада в Україні, в Білоцерківському районі Київської області. Адміністративний центр — село Медвин.
Площа громади — 231,77 км², населення — 5893 особи (2020).
Утворена 30 травня 2017 року шляхом об'єднання Медвинської та Побережківської сільських рад Богуславського району.
12 червня 2020 року до громади приєднані Бранепільська, Дмитренківська, Митаївська та Щербашинецька сільські ради.

## Населені пункти
У складі громади 12 сіл:
- Бране Поле
- Гута
- Дібрівка
- Дмитренки
- Закутинці
- Коряківка
- Красногородка
- Медвин
- Митаївка
- Побережка
- Софійка
- Щербашинці

## Старостинські округи
- Бранепільський
- Дмитренківський
- Побережківський